# Rhysotoechia ramiflora
Rhysotoechia ramiflora är en kinesträdsväxtart som beskrevs av Ludwig Radlkofer. Rhysotoechia ramiflora ingår i släktet Rhysotoechia och familjen kinesträdsväxter. Inga underarter finns listade i Catalogue of Life.